# Comarca Nororiental de Málaga
La Comarca Nororiental de Málaga (Nororma) és una comarca de la província de Màlaga formada per set municipis que limita amb les comarques de l'Axarquía i Antequera i les províncies de Granada i Còrdova.

## Curiositats
Els seus principals accidents geogràfics són les Llacunes d'Archidona (Gran i Chica). Sense oblidar els següents jaciments arqueològics: Cortijo de San Vicente, Cortijo de Samiaja, Cova de Las Grajas, Necròpolis dels Alcaides i la Cova d'Arcos.

## Municipis
- Archidona
- Cuevas Bajas
- Cuevas de San Marcos
- Villanueva de Algaidas
- Villanueva del Rosario
- Villanueva del Trabuco
- Villanueva de Tapia

## Demografia
| 1787  | 1842   | 1860   | 1877   | 1887   | 1900   | 1910   | 1920   | 1930   | 1940   | 1950   | 1960   | 1970   | 1981   | 1991   | 2001   | 2007   |
| ----- | ------ | ------ | ------ | ------ | ------ | ------ | ------ | ------ | ------ | ------ | ------ | ------ | ------ | ------ | ------ | ------ |
| 7.669 | 15.362 | 21.210 | 24.376 | 26.103 | 26.990 | 28.088 | 30.256 | 32.032 | 35.153 | 38.842 | 36.898 | 29.927 | 28.457 | 29.208 | 27.485 | 29.250 |